# Microsoft InfoPath
A Microsoft InfoPath strukturált adatokat tartalmazó elektronikus formák tervezésére, terjesztésére, kitöltésére és beküldésére készült, aktív fejlesztés alatt nem álló alkalmazás. Először a Microsoft Office 2003 részeként jelent meg. WYSIWYG formatervezője van, ahol a különböző kezelőszervek (például szövegdoboz, rádiógomb, jelölőnégyzet) adathoz kapcsolódnak a mappák és adatmezők hierarchikus fanézetéhez hasonlóan.
Az InfoPath 2013 először önállóan 2015. szeptember 1-én vált elérhetővé, mikor a Microsoft a Letöltőközpontban elérhetővé tette. Azonban a korábbi változatokkal szemben e változat aktív Office 365 ProPlus-előfizetést igényelt. Legfrissebb változata (15.0.4733.1000) az Office alkalmazáscsomag opcionális része. Közvetett utóda a Microsoft Forms, mely mindenkinek ingyenes, akinek van Microsoft-fiókja.

## Funkciók
Az InfoPath formakitöltésre való használata előtt létrehozandó egy InfoPath-sablon. Két fejlesztője, Jean Paoli and John Godel szerint „fontos döntés volt az adatok formájuktól való elkülönítésének XML szerinti paradigmája”. Adriana Neagu és Jean Paoli 2000-es szabványa a „DHTML-nézetekkel és XSLT-vel való XML-készítésről” szól.
Az InfoPath-dokumentumokban tárolt adatot XML-formátumban tárolja, ez az „adatforrás”. A sablonnak elsődleges adatforrással rendelkeznie kell az adatküldéshez, és több másodlagos adatforrása lehet a formába helyezéshez. A másodlagos adatforrások beépíthetők vagy SharePoint- vagy webszolgáltatáshoz való külső adatkapcsolattal elérhetők. A sablon fájljai Cabinet adatformátumban archívumként mentetnek el xsn kiterjesztéssel.
Az InfoPath több kezelőszervet (például szövegdobozt, rádiógombot, jelölőnégyzetet) ad az adatforrásban lévő adatok végfelhasználóknak való eljuttatásához. Az adattáblázatokhoz és a másodlagos adatforrásokhoz az „Ismétlőtábla” és más ismétlő kezelőszervek használhatók. Sablonrészek és ActiveX-vezérlők is hozzáadhatók egyéni kezelőszervként.
Minden ilyen kezelőszervhez műveletek (szabályok) rendelhetők. Ezek háromfélék lehetnek: formázási (például kezelőszerv elrejtése vagy színezése), érvényesítési (például csak 9 jegyű számok elfogadása) vagy műveleti (például egy mező másokon alapuló beállítása). A szabályokat felhasználói művelet – például gombnyomás – vagy feltételek, például mezőértékek elemzése aktiválhatja.

### Jellemzők
- A szabályok bizonyos műveleteket tesznek lehetővé gombnyomásra vagy értékváltoztatásra. Megváltoztathatják a mező értékét, adatbázisokba küldhetnek és onnan lekérdezhetnek, üzeneteket jeleníthetnek meg, formákat nyithatnak meg, zárhatnak be, és különböző nézetekre válthatnak.
- Az adatellenőrzés a bemenet érvényességét ellenőrzi mintákkal való összehasonlítással a megfelelő adattípus (például karakterlánc vagy egész szám) kiválasztásával és más beállítható módokon.
- A feltételes formázás használható az objektumok láthatóságának vagy kinézetének dokumentumban szereplő értékek alapján való módosítására.
- Az InfoPath számos ActiveX-vezérlővel rendelkezik, melyekhez az adatforrás egyes mezőihez kötött érték tartozik. Gyakori vezérlők a listadobozok, a rádiógombok, a gombok, a szövegdobozok és a jelölőnégyzetek. Az InfoPath számos további vezérlővel, például az xPath-kifejezések eredményét mutató Calculated Valueszal és a többi vezérlőt tartalmazó szakaszokkal. Ezenkívül sok különböző érték tárolására képes ismétlődő mezők és szakaszok is jelen vannak.
- Az XPath-kifejezések és -függvények mezők értékére való alkalmazásával számíthatók értékek. Például a concat(string(field1 + field2), "#;", field3) két mező összegét, a „#;” karakterláncot és egy harmadik mező értékét fűzi össze. A karakterláncok módosítására használt függvények, az egyszerű matematikai műveletek és sok más művelet szerepel az InfoPathben. Ezenkívül szűrhetők adatok például egyszeri adatokat ismétlődő mezőből vagy adatbázisból kiválasztva.
- Az InfoPath támogatja a külső adatforrásokhoz való kapcsolatot. Az SQL, a Microsoft Access és a SharePoint adatbázisai is kapcsolódhatnak és beküldhetők a formában.
- A JScript, a Visual Basic, a C# és más nyelvek használhatók további lehetőségekhez egyéni HTML-panelekkel, adatiterációval, Active Directoryval stb. A nyelvtámogatást a Visual Studio könnyíti, de annak minden változathoz adott verziója kell.
- SharePoint-integráció.
- Felhasználói szerepek – felhasználói élmény beállítása nézőpontváltással vagy felhasználóiazonosság-alapú feltételes formázással.
- A formázási képességek és a felhasználói felület verziótól függően a Word 2003-éhoz és 2010-éhez hasonlók.

## Használat
Az InfoPath információk felvételére és számítógépen vagy SharePoint-szerveren való elmentésére készült dokumentumok készítésére használatos. Az InfoPath számos forrásból, például webszolgáltatásokból, XML-ből, adatbázisokból származó adatok megjelenítésére és elérésére használható szabályok, feltételek és műveletek alapján. Az InfoPath-dokumentum kitöltéséhez a kliensen InfoPath Filler vagy Designer szükséges, vagy SharePointon tárolt dokumentum esetén megtekinthető böngészőben is. Általában az üzletben használják, mivel csoportosmunkaeszköz több embertől való struktúrált adatok gyűjtéséhez, a tároláshoz SharePointon való tárolás vagy licencelt Filler-példányok szükségesek. Az InfoPath-dokumenntumok mobileszközökön is megtekinthetők böngészőben vagy harmadik féltől származó szoftveren.
Böngészőben való futtatáshoz a fájl InfoPath Forms Servicest futtató szerverre töltendő fel. Ennek előnye, hogy a kliensnek nem kell InfoPath, csak böngésző. A dokumentum ezután e-mailben elküldhető teljesítéskor, vagy mezői hozzáadhatók a SharePoint-listához.

## SharePoint-integráció
Az InfoPatht gyakran integrálták Microsoft SharePoint-technológiával. A dokumentumokkal adatok küldhetők SharePoint-listákba és könyvtárakba, az ottani példányok InfoPath Fillerrel vagy harmadik féltől származó termékkel megnyithatók. Az InfoPath Forms Services lehetővé teszi a böngészőkompatibilis InfoPath-dokumentum SharePointon való tárolását és HTML-ként való megjelenítését kliensoldali szkript- és visszaküldési viselkedésekkel egy ASP.NET-oldalhoz hasonlóan.
A SharePointban a „formakönyvtár” InfoPath-sablon típusú dokumentumok könyvtára. A mezők előléptethetők a SharePointra való közzétételkor, így oszlopadatként írhatók és megjeleníthetők könyvtárnézetben. Más SharePoint-dokumentumokhoz hasonlóan az InfoPath-dokumentumok munkafolyamataiban hozzáférhetők e mezők.

## Kritika
Az InfoWorld jónak értékelte 7,3-es pontszámmal az InfoPath 2007-et és a Microsoft Office Forms Server 2007-et, kiemelve a megjelenítési képességeket és a két program együttműködését.

## Támogatás
2014. január 31-én a Microsoft bejelentette az InfoPath fejlesztésének végét és a PowerAppsre való cseréjét, mely 2016 végén jelent meg. 2016. március 1-én bejelentette, hogy az InfoPath 2013 2026. júliusig lesz támogatott. Megadta, hogy „az InfoPath Forms Services a SharePoint Server 2016 kiadásain található, és további bejelentésig támogatott az Office 365-ben”. A Microsoft-MVP Roger Haueter szerint a SharePoint Server 2019-ben is támogatott lehet az InfoPath.

## Szerveroldali tagok
A Forms Server 2007 lezárt fejlesztésű, az InfoPath-kliensdokumentumokat Ajax HTML-dokumentumokká alakító termék, melyek bármilyen böngészőből elérhetők és kitölthetők, beleértve a mobilosakat. Támogatja adatbázis vagy más adatforrás használatát a szervervégen. Windows SharePoint Services 3.0-t és .NET keretrendszer 2.0-t igényelt.
Az InfoPath Forms Services (más néven Office Forms Services) ennek funkcióit vette át, lehetővé téve az InfoPath-dokumentumok SharePoint-weboldali tárolását és böngészővel való kiszolgálását. Eredetileg a Microsoft Office SharePoint Server 2007 Enterprise edition része volt, 2003-ban elérhető lett SharePoint Online Plan 2-vel, Office 365 E3/A3/G3 vagy magasabb licenccel és SharePoint Server 2013 Enterprise CAL-lel. 2014. január 31-én a Microsoft bejelentette ennek lezárását. Később dátum nélküli frissítésben megváltoztatta a tervet, és bejelentette, hogy az InfoPath Forms Services a SharePoint 2016-ban is szerepel.
Az InfoPath Forms Services elérhető az Office 365 Education-előfizetőknek (Office 365 A1, Office 365 A3 és Office 365 A5).

## Verziók
| Verzió        | Szoftvercsomag                                                   | Kiadás napja       | Támogatás vége    |
| ------------- | ---------------------------------------------------------------- | ------------------ | ----------------- |
| InfoPath 2003 | Microsoft Office 2003 Professional Enterprise                    | 2003. november 19. | 2014. április 8.  |
| InfoPath 2007 | Microsoft Office 2007 Ultimate, Professional Plus and Enterprise | 2007. január 27.   | 2017. október 10. |
| InfoPath 2010 | Microsoft Office 2010 Professional Plus; Office 365              | 2010. július 15.   | 2020. október 13. |
| InfoPath 2013 | Microsoft Office 2013 Professional Plus; Office 365              | 2013. január 29.   | 2026. július 14.  |

## Fordítás
Ez a szócikk részben vagy egészben  a   Microsoft InfoPath című angol Wikipédia-szócikk ezen változatának fordításán alapul.  Az eredeti cikk szerkesztőit annak laptörténete sorolja fel. Ez a jelzés csupán a megfogalmazás eredetét és a szerzői jogokat jelzi, nem szolgál a cikkben szereplő információk forrásmegjelöléseként.